# Катин

D-норпсевдоефедрин, також відомий як катин і (+)-норпсевдоефедрин, є психотропним препаратом хімічних класів фенілетиламіну та амфетаміну, який діє як стимулятор. Разом із катиноном він міститься в Catha edulis (кат) і визначає його ефект. Його сила рівна приблизно 7-10 % амфетаміну.

## Фармакологія
Як і амфетаміни, катинон і ефедрин, катин діє як агент, що вивільняє норадреналін (англ. NRA), та агент, що вивільняє дофамін (англ. DRA).

## Хімія
Катин є одним із чотирьох стереоізомерів фенілпропаноламіну (англ. PPA).

## Регулювання
Список заборонених речовин Всесвітнього антидопінгового агентства (зокрема використовується для Олімпійських ігор) забороняє наявність катину у сечі у концентраціях понад 5 мікрограмів на мілілітр . Катин є наркотиком Списку III відповідно до Конвенції про психотропні речовини. У Сполучених Штатах він класифікується як контрольована речовина Списку IV.
В Австралії катин офіційно входить до списку ліків, що відпускаються лише за рецептом, але не доступний і не схвалений для будь-якого медичного використання.

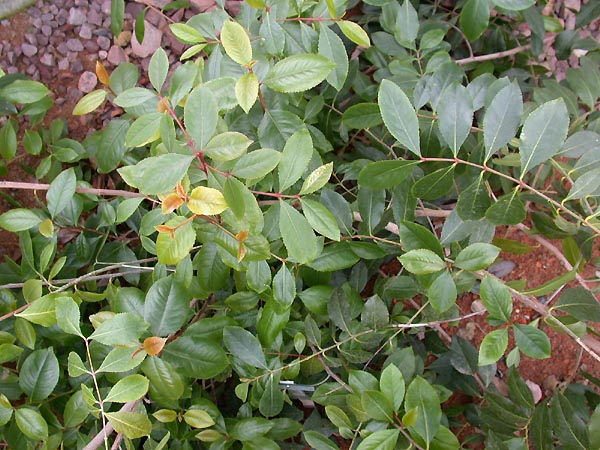
Катин міститься в чагарнику кат (Catha edulis).

У Гонконзі зберігання, розповсюдження і використання катину регулюється Додатком 1 Постанови Гонконгу про небезпечні наркотики, розділ 134. Незаконне володіння карається суворими штрафами та ув'язненням.